# Tequila (Jalisco)
Santiago de Tequila is een plaats in de staat Jalisco in Mexico. Tequila heeft 29.203 inwoners (census 2010) en is de hoofdplaats van de gemeente Tequila.
Tequila is vooral bekend vanwege de gelijknamige alcoholische drank. Het Agavelandschap en de oude industriële faciliteiten van Tequila zijn sinds 2006 opgenomen op de lijst van Werelderfgoed.
Het woord Tequila komt van het Nahuatl Tequillan en betekent “plaats waar hout gehakt wordt”. Het gebied rond Tequila werd in 1530 door de conquistador Cristóbal de Oñate onderworpen. Hetzelfde jaar stichtten Spaanse missionarissen Santiago de Tequila. In 1541 brak er een opstand uit onder de lokale indianen, die echter werd neergeslagen. In de vroege negentiende eeuw brak er wederom een opstand uit, met als leider een persoon die bekendstond als Máscara de Oro ("Gouden Masker"). Ook deze opstand werd neergeslagen. Tequila werd in 1874 tot stad verheven.